# Ocypode quadrata
Ocypode quadrata, được gọi là cua ma Đại Tây Dương, là một loài cua ma, đã từng được mô tả như là một "loài lạ huyền bí, bí mật từ nơi sâu thẳm cổ xưa của biển".

## Hình ảnh

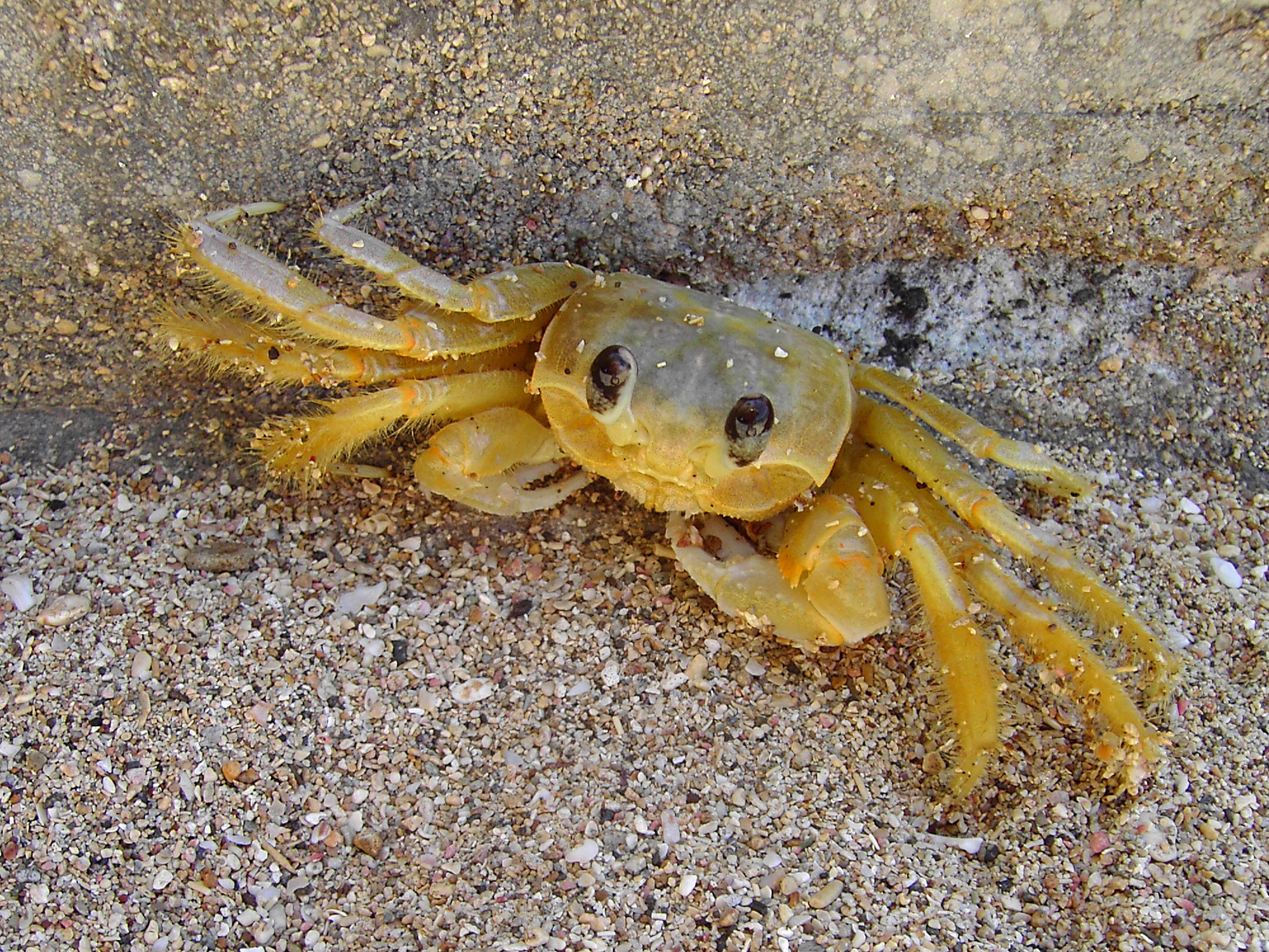
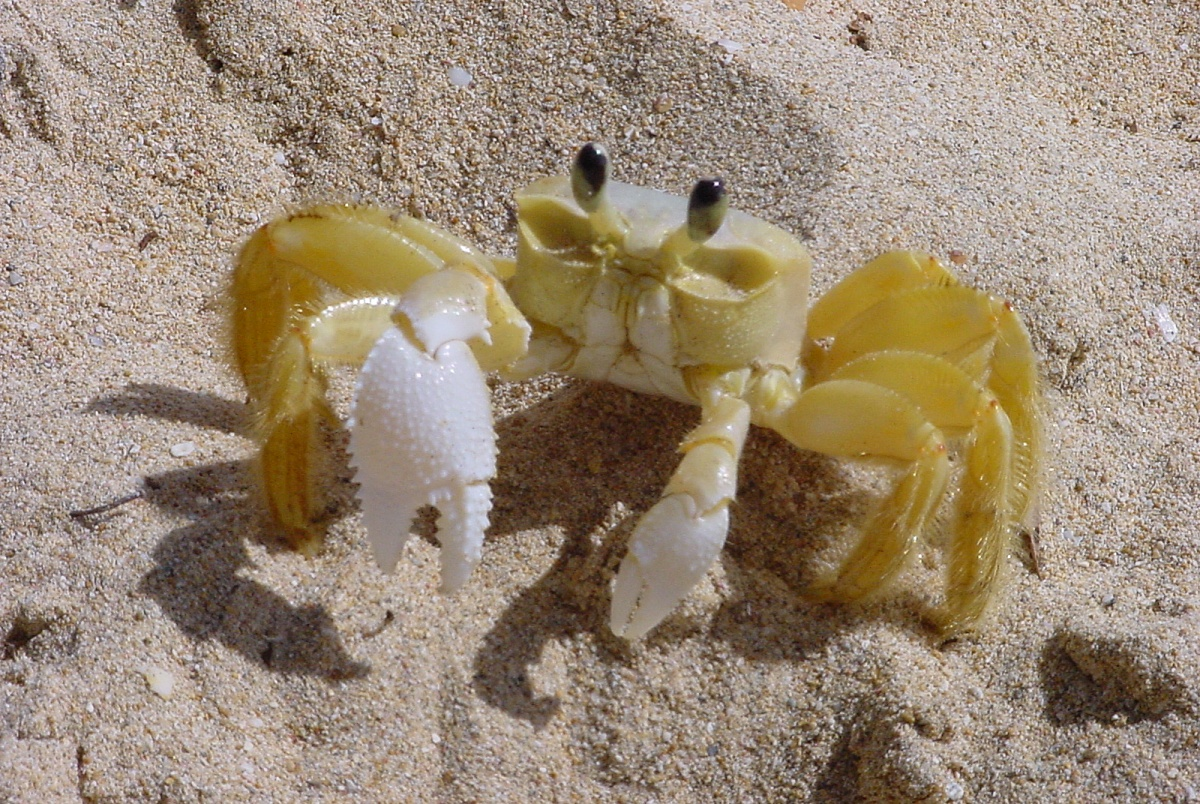
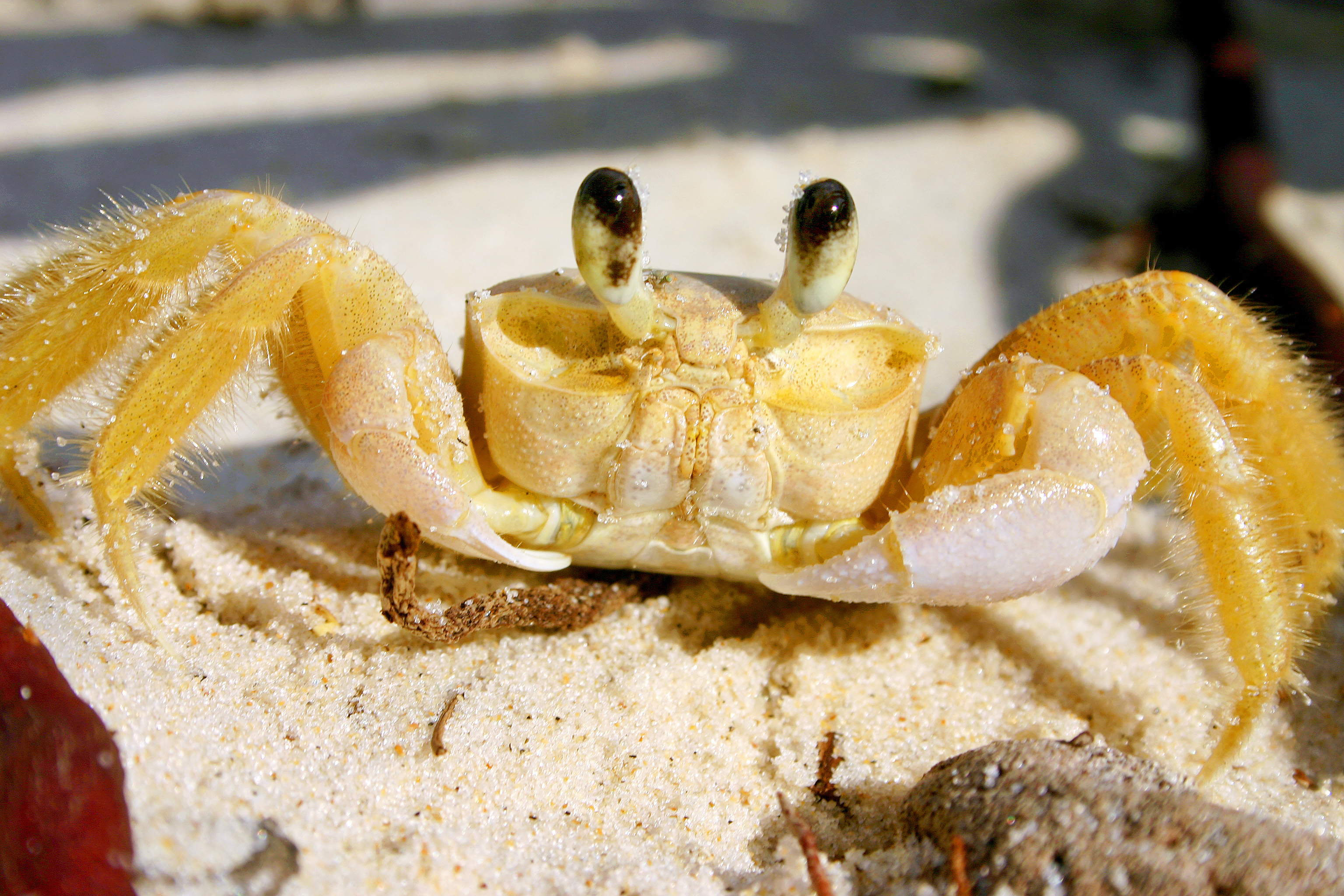
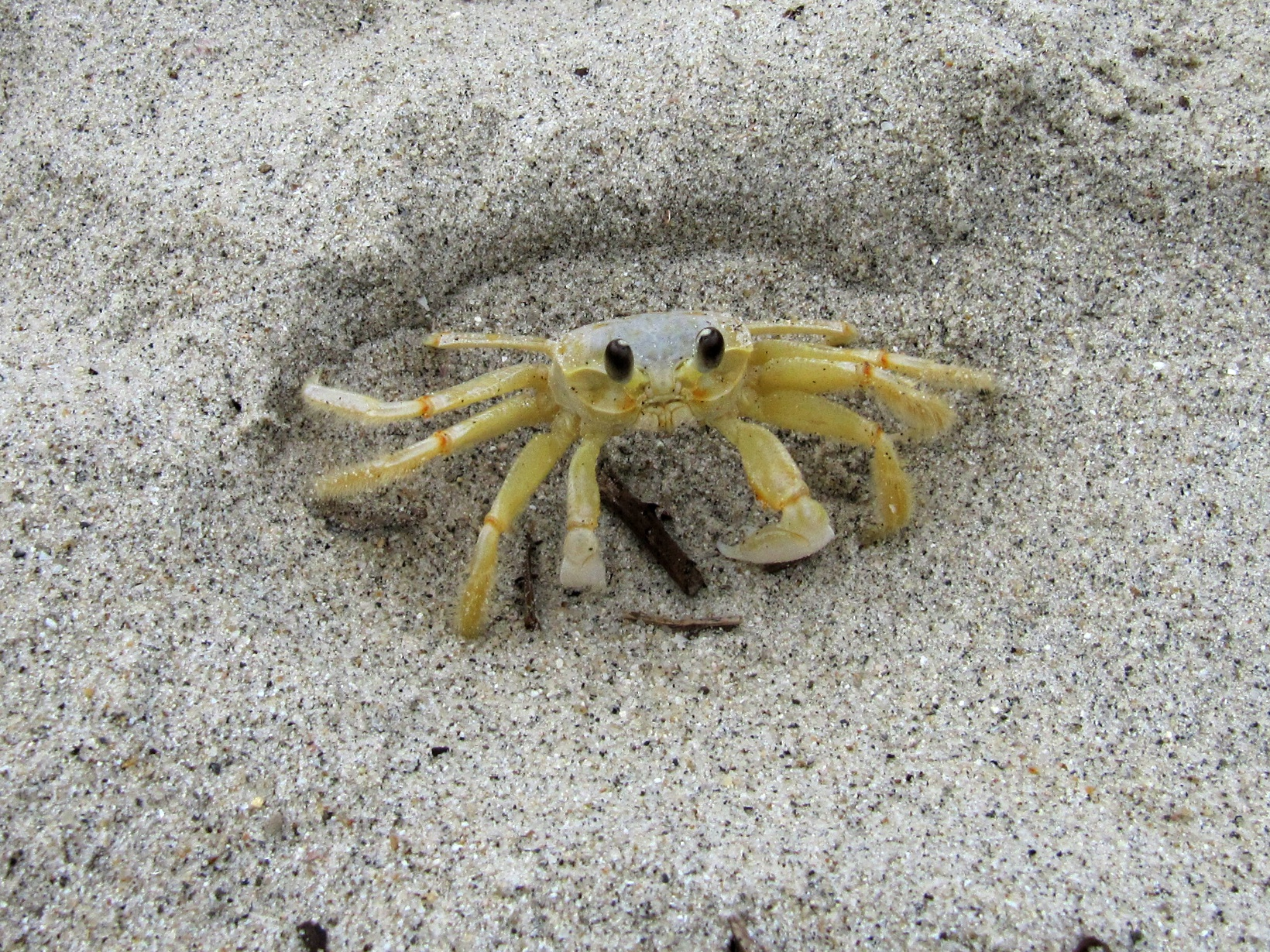